# 鲍咸昌
鮑咸昌（1864年—1929年11月9日），字仲言，浙江鄞縣人，基督徒。

## 生平
其父鮑哲才是滬南清心堂牧師。早年與兄弟妹進上海清心學堂。21歲畢業後，進美華書館，作英文排字工。1897年，鲍咸昌與鮑咸恩、高翰卿創立商務印書館，鲍咸昌负责印刷事务。1920年4月，鲍咸昌任商務總經理兼印刷所所長。1929年11月9日，鮑咸昌在上海病逝。